# 2003년 태풍
2003년에는 1월 18일에 제1호 태풍 야난이 발생한 것을 시작으로, 연말까지 총 21개의 태풍이 발생하였다. 평균적으로 1년 동안 태풍 발생 개수가 26.7개인 것과 비교하면 낮은 수치이다.
태풍 이름 뒤에 (제명)이 붙은 이름은 인명 및 재산피해가 극심하거나, 또는 허리케인 및 사이클론의 이름과 중복되거나, 타 자연재해를 연상시킨다는 다양한 이유로 인해 아시아태풍위원회에서 최종 심사를 거쳐 태풍 이름 140개에서 제거가 된 것으로 더 이상 사용할 일이 없는 태풍 이름입니다.라는 뜻이다.

## 통계
이 문서에서는 2003년에 발생한 태풍들의 활동에 대해 기록하였다.
2003년에는 1월 18일에 제1호 태풍 야냔이 발생한 것을 시작으로, 연말까지 총 21개의 태풍이 발생하였다. 평균적으로 1년 동안 태풍 발생 개수가 26.7개인 것과 비교하면 낮은 수치이다.

### 월별 태풍 발생 개수
2003년 기록과 30년 평균 기록의 비교
| -                              | 1월       | 2월       | 3월       | 4월       | 5월       | 6월       | 7월       | 8월        | 9월        | 10월       | 11월       | 12월       |
| ------------------------------ | --------- | --------- | --------- | --------- | --------- | --------- | --------- | ---------- | ---------- | ---------- | ---------- | ---------- |
| 2003년 (누적)                  | 0 (0)     | 0 (0)     | 0 (0)     | 0 (0)     | 1 (1)     | 1 (2)     | 3 (5)     | 7 (12)     | 3 (15)     | 4 (19)     | 2 (21)     | 2 (23)     |
| 30년 평균 1971년~2000년 (누적) | 0.5 (0.5) | 0.1 (0.6) | 0.4 (1.0) | 0.8 (1.8) | 1.0 (2.8) | 1.7 (4.5) | 4.0 (8.5) | 5.5 (14.0) | 5.0 (19.0) | 3.9 (22.9) | 2.5 (25.4) | 1.3 (26.7) |

2003년에는 2개의 태풍이 대한민국 및 필리핀에 직접영향을 주었으며 총 21개의 태풍이 발생하였고, 8월에 활동이 가장 잦았다.

## 활동한 태풍

### 제14호 태풍 매미(제명)
MAEMI는 조선민주주의인민공화국에서 제출한 이름으로, 곤충 매미에서 온 이름이다. 피해가 너무 심각해 제명되었다.